# Erich Dethleffsen
Erich Dethleffsen (né le 2 août 1904 et mort le 4 juillet 1980) était un général allemand  pendant la Seconde Guerre mondiale.

## Biographie
Il était marié à la fille de Nikolaus von Falkenhorst, qui avait planifié l'invasion du Danemark et de la Norvège en 1939.
Dethleffsen se joint à la Reichswehr en 1923 et est promu à l'État-Major du Großer Generalsstab en 1937. Il combat comme capitaine dans la Wehrmacht sur le Front de l'Est. Il est décoré durant ces combats de la croix de chevalier de la croix de fer. Après avoir été blessé, il est promu au rang de Generalmajor et sert comme chef d'État-major au quartier-général d'Adolf Hitler.
Il est arrêté le 23 mai 1945 puis retenu en captivité jusqu'en mars 1948 dans un camp américain de prisonniers. Il fut au départ retenu au Luxembourg avec notamment Hermann Goering et Joachim von Ribbentrop.
Après sa libération, Dethleffsen devient secrétaire exécutif de la Wirtschaftspolitische Gesellschaft von 1947 (Société pour la politique économique de 1947) qui œuvrait pour diffuser un sentiment pro-occidental en Allemagne de l'Ouest.
Il consacra beaucoup de son temps à donner des conférences sur plusieurs thèmes liés aux sujets militaires, dont notamment un soutien à la Communauté européenne de défense.
Au milieu des années 1950, il intervint dans les discussions sur le réarmement allemand.
Il meurt à Munich en 1980.

## Ouvrages
- Das Wagnis der Freiheit (1952)
- Soldatische Existenz morgen (1953)
- Der Artillerie gewidmet (1975)
- Robert Martinek : General der Artillerie, Lebensbild eines Soldaten (1975).

## Sources
- (en) Cet article est partiellement ou en totalité issu de l’article de Wikipédia en anglais intitulé « Erich Dethleffsen » (voir la liste des auteurs).

- Fellgiebel, Walther-Peer. Die Träger des Ritterkreuzes des Eisernen Kreuzes 1939-1945. Friedburg, Germany: Podzun-Pallas, 2000.  (ISBN 3-7909-0284-5).
- Patzwall, Klaus D. and Scherzer, Veit. Das Deutsche Kreuz 1941 - 1945 Geschichte und Inhaber Band II. Norderstedt, Germany: Verlag Klaus D. Patzwall, 2001.  (ISBN 3-931533-45-X).
- Notices d'autorité :   - VIAF
  - ISNI
  - IdRef
  - GND